# 깨끼저고리
깨끼저고리는 깨끼바느질로 된 저고리이다. 여름에 입는 여자 저고리로 얇고 고운 모시나 견직물인 항라, 노방처럼 속이 비치는 얇은 옷감을 이용하여 한 겹으로 깨끼바느질 하여 지었다.

## 같이 보기
- 저고리